# Mount Douglass
Mount Douglass är ett berg i Antarktis. Det ligger i Västantarktis. Inget land gör anspråk på området. Toppen på Mount Douglass är 536 meter över havet.
Terrängen runt Mount Douglass är platt åt sydost, men åt nordväst är den kuperad. Trakten är obefolkad. Det finns inga samhällen i närheten.